# YellowBrickRoad
YellowBrickRoad è un film del 2010 diretto da Jesse Holland e Andy Mitton.

## Trama
Una mattina del 1940, nel New England, l’intera popolazione — 572 persone — di Friar, New Hampshire, uscì a camminare insieme lungo un sentiero tortuoso nei boschi vicini. Lasciarono indietro i loro averi, il denaro, tutto ciò che era essenziale; persino i cani furono abbandonati, legati ai pali e lasciati morire di fame. Nessuno sa il perché.
Un gruppo di ricerca inviato dall’Esercito degli Stati Uniti scoprì i resti di circa 300 abitanti. Molti di loro erano morti per il freddo. Altri furono misteriosamente e crudelmente sacrificati. I corpi dei restanti cittadini risultano tuttora dispersi.
Con il passare degli anni, ciò che accadde venne insabbiato e si provvide a tessere una storia di leggende e fiabe sulla zona. La città si è ripopolata poco a poco, ma la vasta foresta è, per la maggior parte, inesplorata.
Nel 2008 una prima spedizione ufficiale si addentrerà nella foresta e cercherà di risolvere il mistero dei cittadini scomparsi di Friar, per giungere finalmente all’epilogo di quanto accaduto…

## Produzione
Jesse Holland e Andy Mitton erano alla ricerca di una storia simile a Into the Wild - Nelle terre selvagge, ovvero che trattasse dell'abbandono della società per l'immersione nella natura, a patto che lo sfondo fosse un horror psicologico. Insieme, i due, effettuarono analisi sul campo delle tradizioni popolari nordamericane, accompagnandole in parallelo con racconti folcloristici e leggende metropolitane, unendo tutti i soggetti per fondare una base creativa dalla quale partire per il film. Mitton ha citato la leggenda di un villaggio eschimese, i cui residenti sparirono misteriosamente lasciando nelle proprie abitazioni viveri, denaro e animali domestici, come una delle fonti di maggior ispirazione per la scrittura della sceneggiatura. Combinando questi elementi, i due lavorarono per oltre due anni alla scrittura della sceneggiatura, fino a che nel 2009 trovarono un incontro con degli investitori privati intenzionati a garantire sul loro progetto.
Realizzato sullo stile degli "horror che bruciano lentamente i personaggi", tra i film dello stesso genere che hanno influenzato i due autori, ci sono: L'esorcista, Shining, Alien, La cosa, The Blair Witch Project e Carrie. Holland e Mitton, sapendo dell'esistenza di numerosi film dell'orrore ambientati in boschi od aree rurali, hanno cercato di evitare la presenza di luoghi comuni o di riferimento a film del genere, concentrando l'attenzione più che sull'ambiente circostante, sui sentimenti dei personaggi, citando Un tranquillo weekend di paura come «un esempio davvero eccellente di film nei boschi guidato dai personaggi, dove le cose stanno andando terribilmente».

### Cast
Per la selezione del cast artistico, i cui nomi più noti sono Cassidy Freeman da Smallville e Anessa Ramsey da The Signal, i due registi hanno puntato ad artisti per lo più sconosciuti, con il curriculum composto di esperienze teatrali, collaboratori col duo già in passato.
Essendo Cassidy Freeman, sorella di Clark, amico di vecchia di data con Mitton, reduci da un gruppo musicale nel quale eseguivano insieme, il regista pensò subito di contattarlo per arrivare a sua sorella. I due Freeman, appaiono come fratelli anche nei personaggi da loro interpretati nel film, oltre che partecipare alla produzione esecutiva.
L'interesse per Anessa Ramsey è scaturito principalmente dalla sua recitazione in The Signal, alla cui uscita i registi hanno pensato di scritturarla dal momento che «si adatta così perfettamente alla nostra organizzazione». Allo stesso modo, dopo aver visto le prestazioni interpretative a teatro dei newyorkesi Laura Heisler e Lee Wilkof, i due sono stati audizionati e confermati tra il cast.

### Riprese
Le riprese si sono svolte in ordine sequenziale nell'estremo nord del New Hampshire (nel macroterritorio del New England), regione nella quale, in accordo coi registi, nessuna troup cinematografica ha mai girato un film. Lavorando in un ambiente lontano da aree industriali, per diverse ore della giornata mancavano al cast coperture di rete per i cellulari e/o per connessioni internet.
Essendo stata effettuata in una zona ostica e lontana da contatti con grandi aree urbane, la lavorazione è stata per diverse volte impedita da incidenti di maniera tecnica; secondo Holland ci sono stati errori e impedimenti ogni giorno della realizzazione sul campo, tanto da arrivare a cancellare un programma di una 4 giorni di riprese in una location a causa dei problemi conseguiti da questi incidenti. In quel caso, la troup ottenne la concessione a girare su un allevamento di 300 acri di proprietà di una famiglia locale, rimediando in parte al danno ottenuto.
Le riprese sono state realizzate nel giugno 2009, sebbene la lavorazione totale sia durata quasi otto settimane, durando 20 giorni, rientrati nell'arco di lavorazione attiva di tre settimane e mezzo.

## Promozione
Nel marzo 2009, quando ancora il film era in preproduzione, è stato distribuito in rete il primo video concettuale del film, composto di una presentazione della trama via scritte e immagini movimentate.
Il 3 novembre 2009, in piena fase di postproduzione, è stato pubblicato in rete il primo trailer del film, accompagnato dalla sinossi ufficiale; un mese più tardi, il 10 dicembre, sono uscite tre immagini promozionali.
Il 10 gennaio 2010, in occorrenza della partecipazione del film allo Slamdance Film Festival, è stata distribuita la locandina ufficiale, insieme ad altre immagini ad alta risoluzione. Un secondo manifesto è stato pubblicato da Bloody Disgusting il 7 ottobre seguente.
Cassidy Freeman ha girato una scena di nudo per questo film.

## Distribuzione
Nel dicembre 2009 fu annunciato che YellowBrickRoad avrebbe gareggiato all'interno dell'edizione 2010 dello Slamdance Film Festival nella categoria "competizione narrativa", insieme ad altri nove titoli. Al festival, il film è stato oggetto di due proiezioni serali alla Main Screening Room del Treasure Mountain Inn: la prima sabato 23 gennaio alle 22, la seconda lunedì 25 gennaio alle 3 di notte.
YellowBrickRoad ha inoltre partecipato ad altri eventi cinematografici di spessore negli Stati Uniti, rientrando nelle selezioni ufficiali alle edizioni 2010 dell'Atlanta Film Festival e dello Screamfest Horror Film Festival.